# Manu Mojito
Manuel Alejandro Parra Sepúlveda, más conocido como Manu Mojito (Bogotá, 22 de julio de 1988), es un artista plástico, fotógrafo, performer y productor audiovisual colombiano.

## Biografía
Manuel Alejandro Parra Sepúlveda, nació el 22 de julio de 1988 en Bogotá, Colombia. Creció en medio de una familia tradicional católica colombiana. En su adolescencia asumió su homosexualidad. Desde su infancia, Manu mostró interés por el mundo del maquillaje artístico. Cursó estudios de artista visual con enfoque plástico en la Pontificia Universidad Javeriana de Bogotá. Más adelante se especializó en fotografía de moda y en estudios de sexualidad y género. 
Fue en 2008, cuando Parra comenzó a adentrarse en el mundo del performance. En esa época, cuando decidió crear a su alter ego: Manu Mojito, personaje proveniente del mundo de la moda, que actúa como las luminarias del jet set, un mundo embelesado en el culto al cuerpo, la belleza y los ideales de poder y fama. El nombre de su alter ego, proviene de una curiosa anécdota surgida en un bar donde había acudido a divertirse y relacionada con el coctel de origen cubano que había consumido. El personaje surgió en el marco de un proyecto de tesis de Parra al finalizar sus estudios. Para su trabajo, convocó a muchísimas figuras del arte de Colombia, a los cuales citó para realizar junto a ellos una serie de sesiones fotográficas bajo el nombre de Money, success, fame, Glamour. Su trabajo causó un gran impacto en los medios de comunicación de su país, no solo por lo auténtica y original propuesta, sino por la gran cantidad de gente del mundo del arte y del jet set colombiano que logró convocar a su alrededor.
A partir de ese momento, comienza su carrera como artista del performance. Participó en numerosos performances bajo el auspicio de Jägermeister. Dentro del campo de las artes ha tenido una larga trayectoria, participado en exhibiciones en España, México, Brasil, Alemania, Bolivia y los Estados Unidos, además de ganar importantes premios nacionales e internacionales como el segundo lugar del Salón de Arte Joven del club El Nogal y el primer lugar de los VI Premios Afrodita, en Bilbao, España. En su camino, el trabajo de Manu también llegó a encontrar cierta resistencia de parte de algunos medios y espacios, específicamente por sus trabajos artísticos dedicados o enfocados al colectivo LGBT. 
Entre los logros más destacados de la carrera de Manu Mojito se encuentran sus exposiciones en el Museo de Arte Moderno de Bogotá (MAMBO) (2014) y en el 45° Salón Nacional de Artistas de Colombia. También destacan sus exposiciones en la Fundación Gilberto Alzate Avendaño, con la exposición El Rebusque (2016), creada junto a la Red comunitaria Trans. Además, su obra es parte de la colección del Museo Nacional de Colombia, donde actualmente está expuesto la obra Hacer sociedad. Junto a Madorilyn Crawford, también es parte de las obras del Schwules Museum, espacio dedicado al arte LGBT en Berlín, Alemania. También fungió como Director de Artes Vivas en el Festival Internacional de Arte & Cine Queer de Bogotá.
En su faceta de activista en favor del colectivo LGBT, específicamente con el colectivo trans, Manu Mojito ha apoyado a la Red Comunitaria Trans, fundada por las activistas Katalina Ángel y Daniela Maldonado. También ha participado en proyectos con la artista trans colombiana Madorilyn Crawford, para quien escribió un libro biográfico publicado en 2015.

### Obra
En su obra ha explorado la noción de representación de la identidad del hombre contemporáneo a través de su alter ego. Manu Mojito es considerado un artista de género, que enfoca sus obras con una mirada hacia el mundo queer. En su carrera, se ha dedicado a buscar siempre la visibilidad de la población LGBT, utilizando el arte como un espacio para mostrar el trabajo de diferentes personas dentro de la comunidad, específicamente de la comunidad transgénero y transexual. El mismo define su arte como es muy ecléctica y cambiante según las circunstancias, pero enfocado en mirar las nuevas corporalidades, las nuevas maneras de abordar el cuerpo masculino y femenino y cómo estas nuevas miradas emancipan o militan dentro de ciertas circunstancias.
Actualmente, Manu Mojito colabora con la actriz y presentadora de televisión mexicana Alejandra Bogue, para quién produce el contenido de su canal de YouTube y su plataforma de contenido audiovisual AlejandraBogue.com.

## Exposiciones

### Individuales
- Money, Success, Fame, Glamour, Galería 12:00, Hotel 104 Art Suites, Bogotá, Colombia (2011)
- Manu Mojito and the art of Elite, Galería Neebex, Bogotá, Colombia (2013)
- Tyra Jansen Burly-Q queen, Museo de Arte Contemporáneo, Bogotá, Colombia (2013)
- Eyes Of Mars, Galería Neebex S7, Bogotá, Colombia / Festival Internacional de la Diversidad Sexual, Museo de la Mujer, Ciudad de México, México.
- #HoySoyYo, Casa de la Cultura Jesus Reyes Heroles & Universidad La Salle, Ciudad de México, México / EL PARCHE ARTIST RESIDENCY, Bogotá, Colombia / Galería Centro Cultural Border, Ciudad de México, México (2016)
- El Rebusque, Fundación Gilberto Alzate Avendaño (FUGA), Bogotá, Colombia / Galería Hazme el Milagrito, Ciudad de México, México (2016)
- Proyecto Macabra, Fundación casa estudio 74, Bogotá, Colombia (2017)
- Brío, 8 encuentro por la vida María Teresa Hincapié, Fundación Calle Bohemia, Armenia, Colombia (2017)
- Verve, Espacio Sarakvra, Río de Janeiro, Brasil (2017)
- Pensarse Decolonial, Galería Crispeta, Bogotá, Colombia (2018)
- EL punto de no retorno, Crispeta Galería, Naciones Unidas, Unfpa, Bogotá, Colombia (2019)

### Colectivas
- VIII Salón Javeriano, Fundación Galería Gabriel García Márquez, Bogotá, Colombia (2008)
- Colectivo Volumen y Forma, Galería Imanarte, Bogotá, Colombia (2008)
- Acerca de la Fotografía de Moda, Galería de la Academia Zona Cinco, Bogotá, Colombia (2009)
- IX Salón Javeriano, Fundación Gabriel García Márquez, Bogotá, Colombia (2009)
- X Salón Javeriano, Fundación Gabriel García Márquez, Bogotá, Colombia (2010)
- Fotografía Contemporánea, Galería Casa Sin Fin, Bogotá, Colombia (2010)
- Art & Bash, Teatro Libertadores Vinacure, Bogotá, Colombia (2010)
- Dirty Harry, Cero Galería, Bogotá, Colombia (2010)
- Gran Enciclopedia Acémila, Sala de Exposiciones de la Academia Superior de Artes de Bogotá (ASAB), Bogotá, Colombia (2011)
- Muñecos de Loza, Galería Mezzanine, Bogotá, Colombia (2012)
- IV Exposición de Egresados, Biblioteca pública Julio Mario Santo Domingo, Bogotá, Colombia (2012)
- Issue vol.2, Minimal art Galería, Bogotá Colombia (2012)
- Inauguración Casa La Corte, Casa La Corte, Bogotá, Colombia (2012)
- 7 Salón Arte Joven, Club el Nogal, Bogotá, Colombia (2013)
- IV Premio Afrodita, Fundación Hegoak, Bilbao, España. Ganador 1.º Premio (2013)
- Diversidad e integración, Galería Casa Cuadrada, Bogotá, Colombia (2013)
- Semana de la Diversidad Sexual, Localidad Bosa, Chapinero, Teusaquillo, Bogotá, Colombia (2013)
- Fashion, Universidad Jorge Tadeo Lozano, Bogotá, Colombia (2013)
- Cantando quiero decirte, El Sanatorio, Bogotá, Colombia (2013)
- Freaks, El sanatorio, Bogotá Colombia (2013)
- Belleza y Artificio, Museo de la sociedad de cirugía, Bogotá, Colombia (2013)
- Simposio Nº 23, Tecnologías en la Comunicación Visual, Universidad Sergio Arboleda, Bogotá, Colombia (2013)
- Bodies-¬In-¬Transit: Articulating the Americas (and Beyond), Hemmerdinger hall, New York University, Nueva York, Estados Unidos (2014)
- Retrospectiva Neebex, Galería Neebex S7, Bogotá, Colombia (2014)
- Muñecos de Loza 2012-2014, Biblioteca pública Julio Mario Santo Domingo, Bogotá, Colombia (2014)
- VII Premio Afrodita, Fundación Hegoak, Bilbao, España. Ganador 1.º Premio (2015)
- La ciudad: Practicas artísticas en el espacio publico, Fundación Gilberto Alzate Avendaño, curaduría Ana Maria Lozano, Bogotá, Colombia (2015)
- Bataclán en fuga, Centro Cultural Ex – Teresa, Ciudad de México, México (2015)
- Heroína, Galería Nest, Bogotá, Colombia (2015)
- Festival internacional de video arte VIDEOGRAMA, Bogotá, Colombia (2015)
- Festival Bataclán Internacional, Diamond club - Cine Tonala, Ciudad de México, México (2015)
- Bogotá: Belleza y Horror, Museo de Arte Moderno de Bogotá (MAMBO), Bogotá, Colombia · Jam de performance y pasarela anfibia, Teatro Faenza, Bogotá, Colombia (2015)
- Atentado ao Pudor, Museu do Sexo Hilda Furação, Belo Horizonte, Brasil (2016)
- Millionaires Can Be Trans // You Are So Brave, Shwules Museum, Berlín, Alemania (2016)
- PerfoArtNet Festival internacional de performance, El parche Artist Residency, Bogotá, Colombia (2016)
- Salón de arte joven Colsanitas, Galería nueveochenta, Bogotá Colombia (2016)
- Kuir As U can, Festival internacional KUIRFEST Bogotá, Estación de la sabana, Bogotá, Colombia (2016)
- Queer Archive Institute, Kuir Bogotá, festival internacional de cine y arte queer, Fundación Gilberto Álzate Avendaño, Bogotá, Colombia (2017)
- Brío, 9 encuentro de acción en vivo y diferido, territorio abierto, localidad mártires, Bogotá, Colombia (2017)
- Intersecciones sur (Geografías de violencia), Oficina cultural Alfredo volpi, Sao Paulo, Brasil (2017)
- Subasta Matamores “héroes de la fotografía y video”, Club el nogal, Bogotá, Colombia (2017)
- Y así seguiré…, Espacio Van Staseghem, Bogotá, Colombia (2017)
- Cuerpo a cuerpo, Poliedro arts, Tábio, Colombia (2017)
- Perfoartnet, Academia Superior de las Artes de Bogotá, ASAB, Bogotá, Colombia (2017)
- Festival internacional de performance por la vida María Teresa Hincapie, Fundación Calle Bohemia, Armenia, Colombia (2018)
- Sala de memoria e historia LGBTIQ, Museo Nacional de Colombia, Bogotá, Colombia (2018)
- Esto no es una feria, Espacio Odeon, Bogotá, Colombia (2018)
- Arte cámara 2018, Artbo, Bogotá, Colombia (2018)
- El Mapa no es el territorio, Fundación Gilberto Alzate Avendaño, Bogotá, Colombia (2018)
- Kurator Rex. Videoart Program Special Screenings, Babylon, Berlín, Alemania (2018)
- Machi: Cuerpos Desconocidos, Fundación casa estudio 74, Bogotá, Colombia (2018)
- Latitudes, Centro de la cultura plurinacional, International Performance Art Festival of Santa Cruz, Santa Cruz, Bolivia (2018)
- 45 Salón Nacional de Artistas “El reves de la trama”, Galería Santafé, Bogotá, Colombia (2019)
- Arte Socialmente Comprometido, PerfoArtNet, Galería ASAB, Bogotá, Colombia (2019)
- Sala Hacer Sociedad, exposición permanente, Museo Nacional de Colombia, Bogotá, Colombia (2019)